# Obróbka erozyjna
Obróbka erozyjna – rodzaj obróbki materiału, która polega na usunięciu części jego objętości przy wykorzystaniu procesu erozji, czyli usuwaniu kolejnych warstw materiału w postaci bardzo drobnych odprysków lub wykruszeń. Obróbka erozyjna jest stosowana do kształtowania materiałów bardzo trudno skrawalnych oraz nieskrawalnych. Ten proces jest wykonywany na drążarkach.
Podział obróbki erozyjnej: 
- elektroerozyjna,
- strumieniowo-erozyjna,
- ultradźwiękowa,
- elektrochemiczna.